# Provo-Utah-Tempel

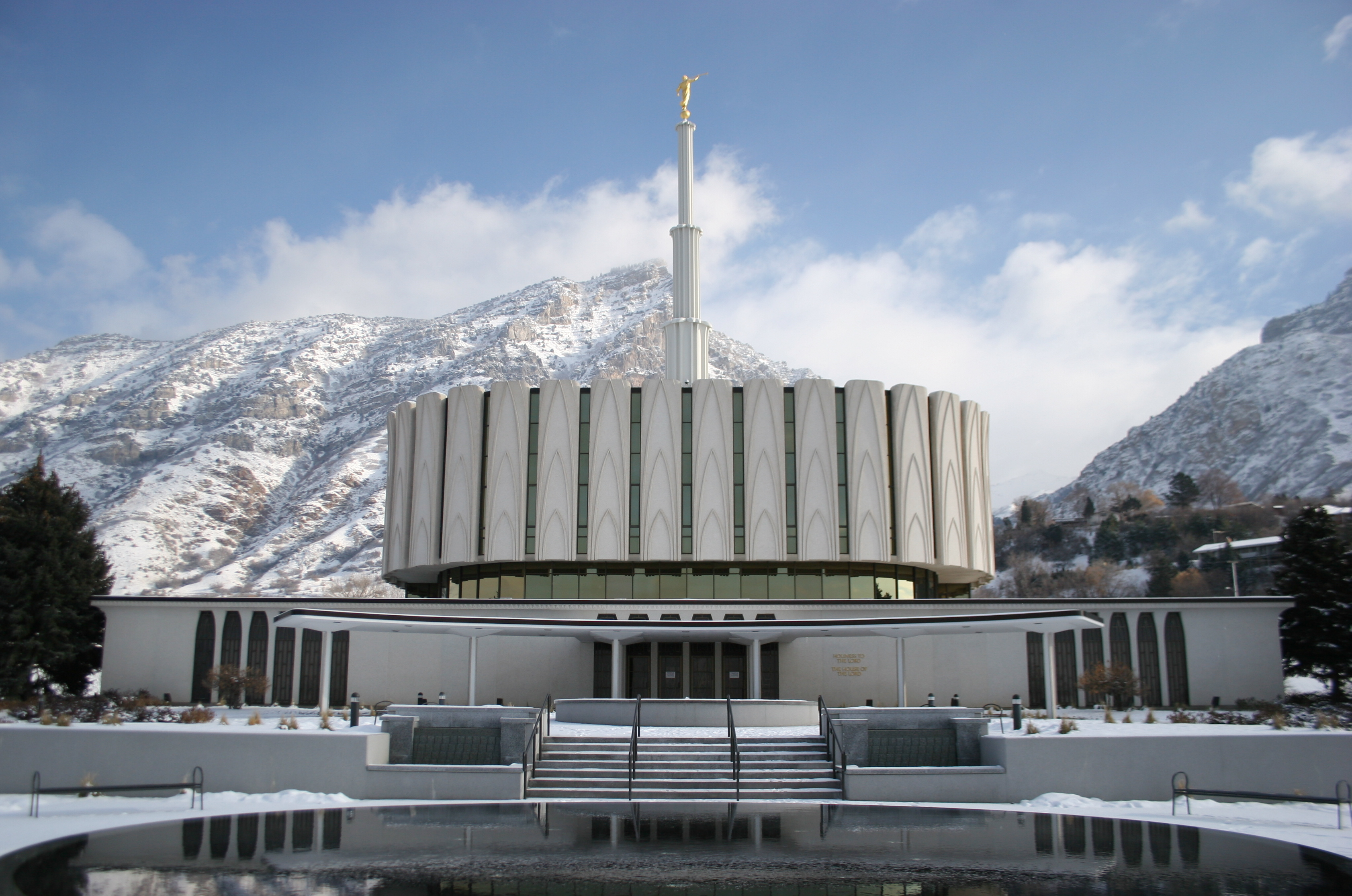
Provo Utah Temple

Provo-Utah-Tempel (englisch: Provo Utah Temple, früher: Provo Temple) ist ein Tempel der Kirche Jesu Christi der Heiligen der Letzten Tage in Provo, der 1972 eingeweiht wurde.
Der Bau des Provo-Tempels wurde 1969 gleichzeitig mit dem des Ogden-Tempel angekündigt, mit dem er die Gestaltung teilt. Beide Bauwerke wurden von Emil B. Fetzer geplant, dem damaligen Hausarchitekten der LDS. Als Baugrund wurde ein etwa 6,9 Hektaren (17 acres) großes Gelände vor dem Eingang des Rock Canyon im Nordosten der Stadt ausgewählt. Die Weihung des Grunds und der erste Spatenstich waren am 15. September 1969. Nach seiner Fertigstellung wurde der Tempel am 9. Februar 1972 durch den LDS-Präsidenten Joseph Fielding Smith geweiht.
Der Provo-Utah-Tempel besitzt sechs Verordnungsräume und zwölf Siegelungsräume. Seine Nutzfläche beträgt etwa 12.000 m². Im Jahr 2003 wurde auf der Turmspitze eine goldene Moroni-Statue angebracht. Anliegend an das Tempelgelände ist ein Ausbildungszentrum für Missionare der LDS.